# Villesèque-des-Corbières
Villesèque-des-Corbières – miejscowość i gmina we Francji, w regionie Oksytania, w departamencie Aude. Gmina znajduje się na terenie Parku Regionalnego Narbonnaise en Méditerranée. 
Według danych na rok 1990 gminę zamieszkiwało 306 osób, a gęstość zaludnienia wynosiła 10 osób/km² (wśród 1545 gmin Langwedocji-Roussillon Villesèque-des-Corbières plasuje się na 624. miejscu pod względem liczby ludności, natomiast pod względem powierzchni na miejscu 176.).

## Zabytki
Zabytki w miejscowości posiadające status monument historique:
- kaplica Gléon (chapelle de Gléon)